# Sylvester Blye
Sylvester Blye (14 febbraio 1938) è un ex cestista statunitense, professionista nella ABL.

## Carriera
Giocatore di strada noto nell'ambiente del Rucker Park, giocò da professionista negli Harlem Clowns e nei New York Tapers della ABL.